# 總罷工

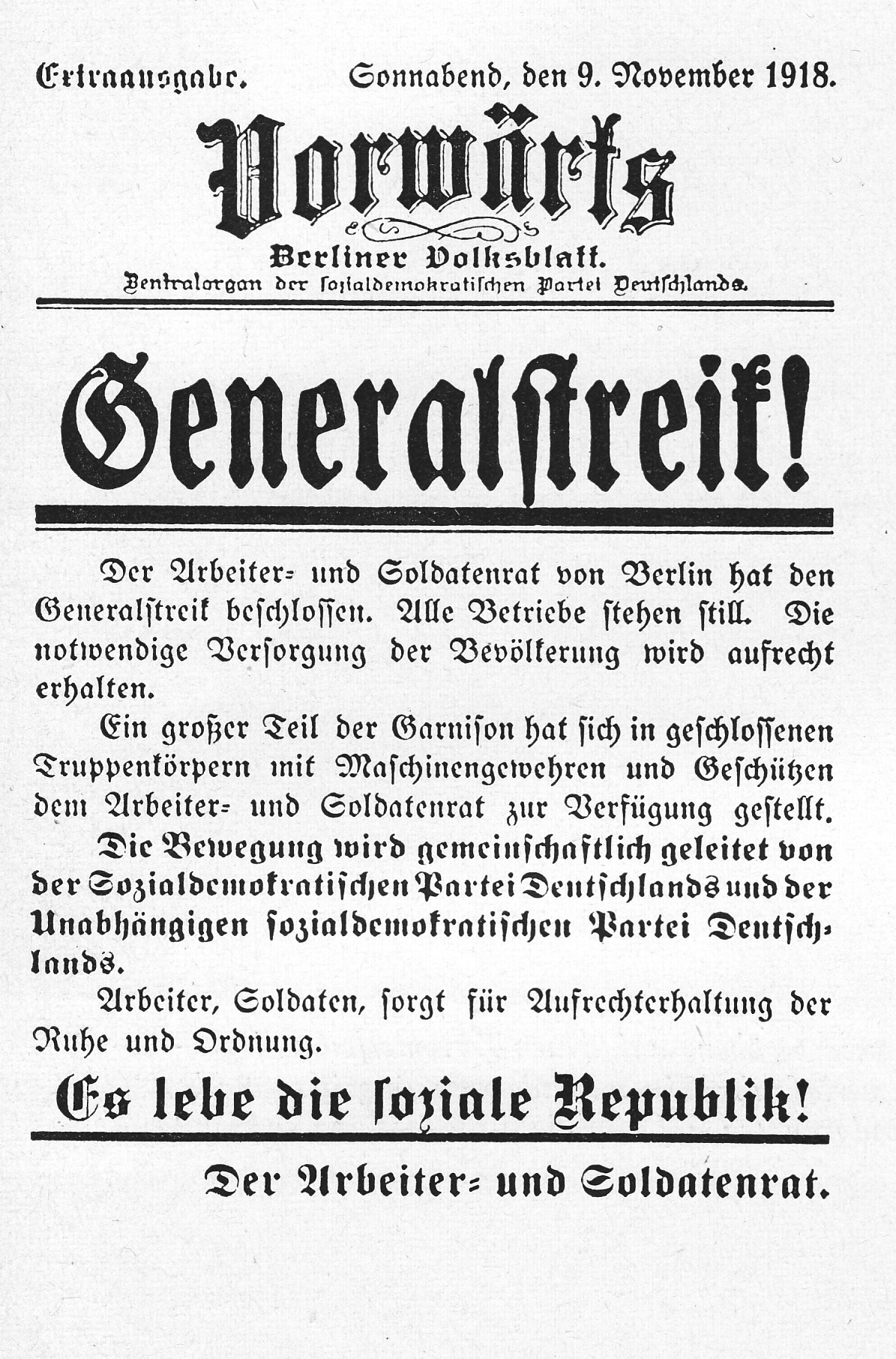
《前进报》发起的总罢工号召，在1918年11月9日，德国十一月革命初期。

总罢工，又称大罢工，是一种罢工行动，其中一个城市、地区或国家的全部劳动力大部分参与其中。 总罢工的特点是工人涉及众多工作场所，而且往往涉及整个工人群体。总罢工首先出现在19世纪中叶，并且已具有许多历史上重要的罢工特征。

## 历史

### 古代
总罢工可能可以溯源到古罗马时期的平民脱离（Secessio plebis，直译为“分裂”）。 在《世界史纲》中，威尔斯写道：“（它是古罗马）平民的大罢工；平民似乎已经发明了罢工，现在它终于在历史中登场。”他们第一次罢工的发生是由于他们“愤怒地看到他们的朋友，在军团中常勇敢地服务于国家，却因贵族债权人的要求而陷入束缚，沦为奴隶。”
威尔斯指出：“贵族们利用其政治优势，通过国家间的战争发财致富，而牺牲者不仅仅是被击败的敌人，更是那些贫穷的平民......”最后，被要求去遵守法律，但却不允许知道（那些贵族能从记忆中背诵的）法律的平民们，成功地赢得了向大会上诉任何不公的权利。公元前450年，在一次因为平民叛乱的让步中，罗马法律被要求适用于所有人。

### 现代
随着工业革命的爆发，总罢工行动往往只是政治格局的一个特征。有史以来第一次大部分人口成为工业无产阶级的成员，他们住在城市，用劳动力交换收入。到十九世纪三十年代，当宪章运动达到顶峰时，一个真实而广泛的“工人意识”在英格兰开始兴起。

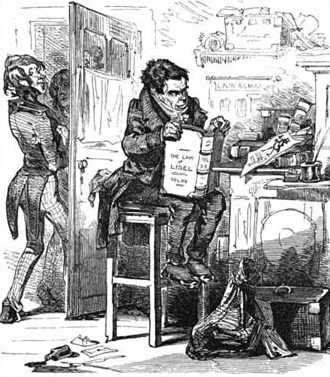
《Punch》，威廉·本鲍 于1848年所画。

第一位为了政治改革的目的而制定和普及总罢工的观点的理论家，是激进的小说家威廉·本鲍。他在1817年3月密切参与计划组织兰开夏郡织布工进行“毯子游行”（Blanketeers），成为了威廉·科贝特的助手，并花时间“在劳动阶层的工会会议和俱乐部里鼓动劳动阶层”。
1832年1月28日，本鲍出版了一本名为《国家大假期和产业阶级大会》的小册子。本鲍开始倡导直接甚至暴力的政治改革行动，特别是他提出了“国定假日”和“国家大会”的想法。由此他认为工人阶级长时间的总罢工，是一种神圣的行动（因此是“圣日”），在此期间，地方委员会将维持和平，选出代表参加全国范围的大会，认定国家未来的方向。罢工的工人们将用积蓄和没收的教区资金来支持自己，并要求富人捐款。
本鲍的“大国家假日”（Grand National Holiday）的想法被1839年的宪章大会采用。本鲍在1838年到1848年在曼彻斯特度过了一段时间，推进了他的事业小册子。
1842年，许多不同行业对更公平的工资和工作条件的要求，最终酝酿爆发成第一次现代总罢工（1842年总罢工）。 在1842年4月向议会提交第二份宪章请愿书并被拒绝后，罢工开始于英格兰斯塔福德郡的煤矿，并很快在英国蔓延，影响了兰开夏郡的工厂、磨坊和从邓迪到南威尔士和康沃尔的煤矿。这场罢工并非是哗变群众的自发起义，而是出于政治动机，由一个单纯的谋取让步的议程推动的。在当时罢工潮的顶峰，可能有多达一半的工业劳动力参与了罢工——超过50万人。当地的工人运动领导者推动并发展了一个日益发展的工人阶级传统，从政治上组织他们的追随者向资本主义政治机构提出明确的挑战。
美国内战期间，黑奴和贫穷白人大规模抛弃种植园的行为被视为总罢工，但这种看法存在一定争议。在W·E·B·杜波依斯的《Black Reconstruction in America》这一经典历史书籍中，他用这些术语描述了这种大规模的抛弃行为：
运动突然间从一场被遗弃的种植园和被（南方）敌人用于军事目的而被俘虏的奴隶问题的困境，转变为一次无所不用其极地抗争奴隶制的总罢工。逃亡者的涓涓细流涌为洪水。一旦开始，黑人和白人的总罢工疯狂和无情地上演，就像一些伟大的传奇一样。
接下来的一场大规模的总罢工发生在半个多世纪之后的比利时，旨在迫使政府给予人民普选权。然而，19世纪的定期罢工可能被粗略地视为“一般罢工”。在美国，1835年的费城总罢工持续了三个星期，之后，罢工工人赢得了十小时工作日和工资增加的目标。后来的总罢工包括1877年圣路易斯总罢工，这场罢工进而推动产生了1877年美国大铁路罢工事件和1892年新奥尔良总罢工。,1919年，由于第一次世界大战引起的政治动荡，在德国、贝尔法斯特、西雅图和温尼伯发生了一连串的全球范围内的大罢工。
1905年俄国革命使得整个俄罗斯帝国范围内出现了大规模的社会动荡，其特征之一就是产业工人的大规模罢工。1926年英国总罢工开始于煤炭行业并迅速升级；工会召集了175万工人——主要在运输和钢铁行业，但最终罢工仍成功被政府镇压。

#### 罗莎·卢森堡的相关观点
在19、20世纪之交，比利时特别容易发生大规模的罢工行动，至少在1886年、1887年、1891年和1893年发生过四次总罢工。在1886年的罢工中，并没有一个事实上领导的政治组织。最终一次罢工是上述的1893年比利时总罢工。
1902年，比利时工党发动了另一次罢工，但失败了。 许多德国社会民主主义者认为这样的“实验”是荒谬的。 德拉克科维奇注意到德国社会主义者反对总罢工，因为“在凯撒之下，支持它并不是很安全。” 
罗莎·卢森堡，德国社会民主党左派领袖，认为总罢工能够振奋人心，同时又是一种进行社会主义鼓动的有效手段；但把总罢工当作一种万能的法宝的思想则是一种无政府主义思潮。她认为，政治总罢工的成功，需要国家在工业地理上集中的程度有一定的发展，还需要工人们具有一定程度的结社自由和民主习惯，更要把工会的工人运动和政治的工人运动在内部交织在一起。另外，总罢工在她看来只是工人阶级斗争中的一个链条（甚至是一个直接为议会活动服务的工具）。

## 目的
为了寻求“民主、政治代表和提供基础教育和医疗保健”的总罢工现今已在世界范围内退潮。在欧洲，总罢工在十九世纪和二十世纪初非常普遍。
- 在葡萄牙，公共工会联合会召开总罢工以避免紧缩措施。[22]
- 在洪都拉斯，工会工人、农民和其他组织呼吁进行总罢工，要求提供更好的教育、提高最低工资和反对油价高涨。[23]
- 在也门，示威者呼吁总罢工抗议该国总统。[24]
- 在阿尔及利亚，公共部门的工人进行了总罢工，以要求提高工资和改善工作条件。[25]
- 1947年2月，道格拉斯·麦克阿瑟将军作为驻日盟军总司令，禁止240万政府工作人员的总罢工计划，指出不应该在二战后不久，日本贫困不堪、民生凋敝的境况下“使用如此大规模的一种社会性武器”。日本的劳工领导人遵守了他的禁令。[26]

## 概念
世界产业工人（IWW）的报纸《Solidarity》（团结）及之后的《Industrial Worker》（产业工人）编辑，Ralph Chaplin，定义了总罢工的四个等级：
- 一个社区范围内的总罢工。
- 一个行业范围内的总罢工。
- 一个国家范围内的总罢工。
- 一个革命性的、阶级范围内的总罢工。

在1905年出版于芝加哥的小册子《The Social General Strike》（社会总罢工），Stephen Naft 此前亦承认了总罢工的四个级别：

（“总罢工”这个名称）通常用来指一个行业内所有分支的罢工，例如矿工总罢工；或者是当佣工和吊装工程师等都被解雇的时候。然后，它被用来作为一个城市的总罢工，即“在佛罗伦萨的总罢工”，或发生在省或国家范围的总罢工，——这通常是为了获得政治权利，如投票权，例如在比利时或瑞典（所发生的）。

然而，最强烈的总罢工的概念，（是）一个对现行制度要求彻底改变的诉求：世界范围的社会革命、全新的重组、拆除所有政府的全部陈旧上层建筑......

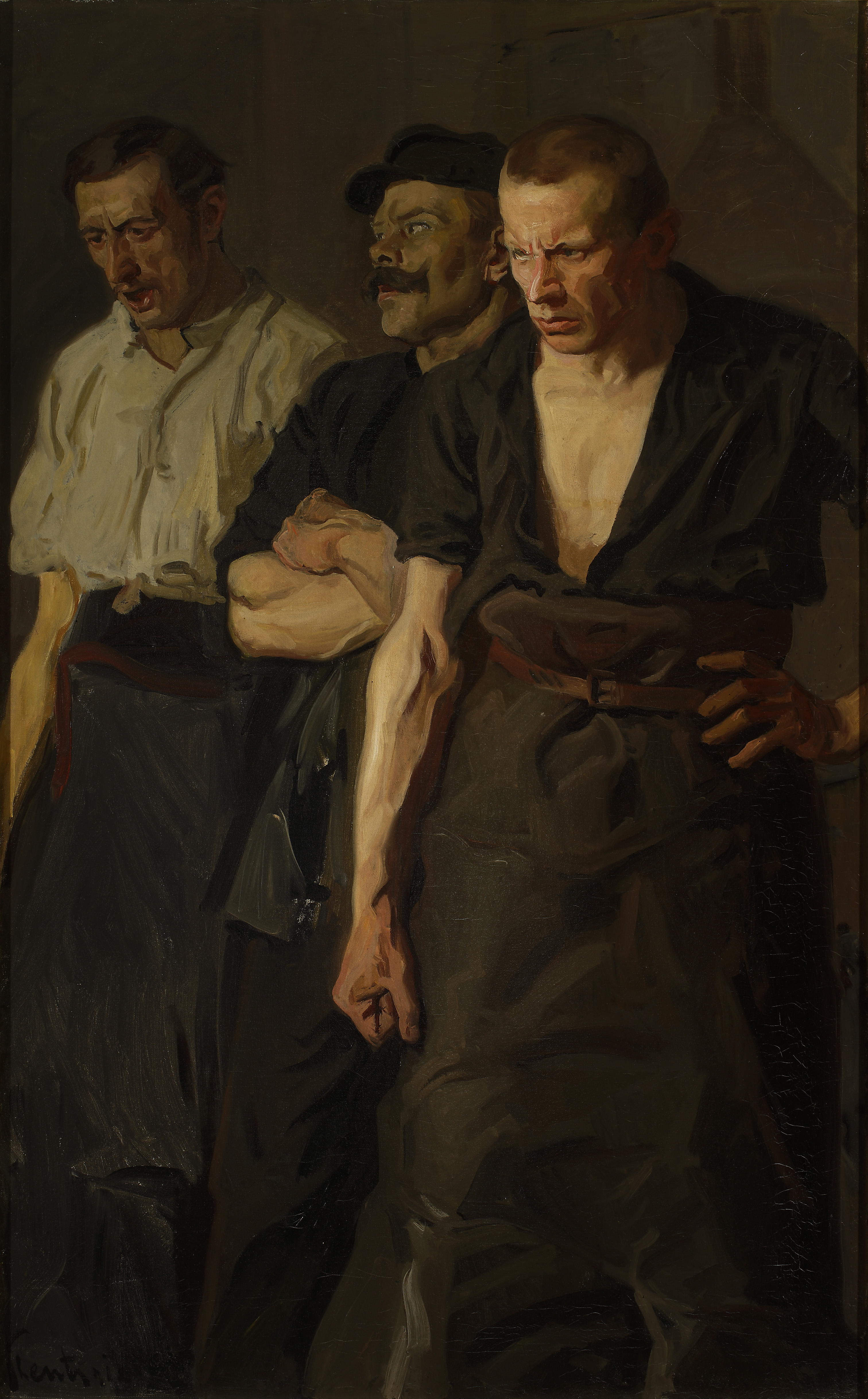
《罢工》(Strike，1910年)，作者Stanisław Lentz，现藏于华沙国家博物馆。

Naft 1905年的小册子（译自德语）追溯了对西班牙和意大利无产阶级的总罢工目标的现有看法。
《The Social General Strike》的前提是无论工人阶级组织如何强大，它对于国会或行政部门（其中有军事力量作为其支持）仍然不拥有重要的权力。因此，一群“精力充沛而热情”的工人所称的大罢工可能会被大量无组织的工人所接受。因此也许有可能

……彻底中断全国的生产，停止统治阶级的交流和消费，并且花费足够长的时间彻底瓦解资本主义社会；这样在旧制度彻底湮灭之后，劳动人民可以通过其工会获得所有生产资料……

《社会总罢工》指出了现代工业的复杂性，确定了工业生产中存在着诸多阶段，以及相关制造地点的地理分散导致的劳资纠纷期间对整个工业过程产生的负面影响。这本小册子记录了总罢工期间的饥饿问题，并建议仓库可用于何种目的：无产者
……与统治阶级不间断地做了几千年的事情相同：即“消费而不生产”。工人阶级把这种统治阶级称为剥削阶级。如果无产者这样做，那么拥有阶级称之为掠夺——而社会主义则称之为剥夺。
然而，小册子声称：

总罢工的巨大优势在于，它始于合法，对工人没有任何危险，为此，成千上万的人将会参加......

### 社会主义者、无政府主义者在罢工策略上的不同
在1966年，在一项对革命社会主义的研究中，胡佛战争、革命与和平研究所 (一个保守派/自由主义智庫)的Milorad M. Drachkovitch，注意到两种斗争策略，它划分了19世纪末20世纪初的无政府主义者与社会主义者：对于选举政治，社会主义者会选择参与而无政府主义者通常反对之；总罢工，作为一种防止战争的机制，无政府主义者会选择支持而社会主义者则拒绝为其背书。
作为一个政治团体，该时期的社会主义者一再拒绝将发动总罢工当作一种策略；然而，一些社会主义领袖出于某种原因主张使用罢工。接受总罢工的社会党领导人倾向于把它看作是获得政治让步的手段。
Drachkovitch 定义了五种类型的总罢工：
- 为了政治权利而发起的总罢工（如投票权）；
- 一场会改变社会的革命行动；
- 最终导致社会转型的“革命演习”；
- 在劳动节为期一天的示威总罢工，旨在定义和号召一个“世界无产阶级”；
- 从1891年开始，这是阻止民族国家之间战争的理论机制[36]。

Drachkovitch 认识到，前两个概念——即政治体制内对社会主义友好主张政治权利的总罢工，以及作为推翻现有秩序的革命机制的总罢工——他与“上升的无政府—工团运动”相关——是冲突的。Drachkovitch 认为这样的冲突与困难来自这样一个事实：总罢工是“一种工具”，但经常被认为“没有根本动机的区分”。

Milorad M. Drachkovitch 也观察到了总罢工在实际使用中的不同成功：

在比利时，总罢工运动在一次不损害组织力量而爆发的情况下最终导致了普选；在荷兰，总罢工崩溃，后果不堪设想；在瑞典，同样进行了总罢工并以严格的秩序终止，但没有取得预期的结果。在意大利，总罢工具有社会意义，但在政治上却作用寥寥。另一方面，1905年1月在俄罗斯的事件再次突显了总罢工作为果断革命行动的适宜性。

### 工团主义和总罢工
正统的工会通常会充当工人和雇主的代表。他们为了工资、工作时间和工作条件而讨价还价。其他劳工组织通常会为同样的改善而讨价还价，但是会对建立和维持永久工人阶级—精英统治阶级这样二元对立景况的资本持批评的态度。因此，这些工会主张永久解决罢工、禁令和穿越其他工人纠察线的情况。鉴于现有经济体系的等级关系，这些其他工会认识到社会秩序发生根本性变化的必要性。简言之，这些工会在方向上是激进的，并且可以被准确地描述为“革命性的”（revolutionary）。
一种“和平革命”的劳工运动哲学被称为工团主义。其战术方法就是罢工：保护工人的物质福利的定期罢工，以及作为实现永久解决工业冲突的手段的总罢工。在一些欧洲国家，包括法国、西班牙和意大利，工团主义一直是一种常见的工会组织原则。
工团主义的一个变种是无政府工团主义。与工会主义相比，它发展了拥有民主传统的等级和档案权力，以维持工人对工会领导的控制。

#### 世界产业工人
在美国、英国和澳大利亚（程度更小），革命工会主义的趋势在世界产业工人（IWW）的发展增长中达到高潮。准确地说，IWW被称作是一个践行“革命的产业工团主义”的同盟。 一些人认为IWW的“革命工联主义”是无政府工团主义的一种形式。 另一部分人则指出了差异。如拉尔夫·卓别林写道：

...I.W.W.概念的一般罢工不同于几乎一样多，从无政府工团主义作为从政治或工艺工会的。 在形式、结构和目标，W.W.更有充足的、更成熟和更加现代化比任何其无政府工团主义的前辈。

IWW在1910年至1911年开始积极践行总罢工。 根据他们的理论，总罢工的最终目标是取代资本家并控制工人的生产资料。 在一场1911年于纽约市举行的演讲中，IWW组织者海伍德解释了他对经济形势的看法，以及为什么他认为总罢工是合理的：
资本家具有的财富；它们的金钱。 他们投资的钱在机械，在资源的地球。 他们经营一家工厂、矿山、铁路、一个磨坊。 他们将保持该工厂的运行，只要有利润进来。 当事情发生扰乱的利润，是什么做的投资做什么？ 他们罢工的，不是吗？ 他们收回他们的财务状况，特别是磨。 他们关闭，因为没有利润可由。 他们不在乎别人怎么变的工人阶级。 但是，工人阶级，另一方面，一直教到照顾的资本主义的利益的财产。
比尔·海伍德认为，产业工团主义使大罢工成为可能，而总罢工使工业民主成为可能。[44] 根据他们自己的理论，传统的罢工是改善劳动人民的工资、工时和工作条件的重要武器（但不是唯一的武器）。这些罢工也是一种良好的训练，可以帮助工人自我教育什么是阶级斗争，以及为实现工业民主而最终执行总罢工需要做些什么。 在最后的大罢工期间，工人们不会走出他们的商店、工厂、矿场和工厂，而会占用他们的工作场所并将它们据为己有。[45]在采取行动启动工业民主之前，工人需要通过技术和管理知识进行自我教育，以便经营工业。[45]
根据劳工历史学家Philip S. Foner的说法，IWW理论家故意没有详细介绍“工业民主”的概念；从这个意义上说，细节留给了“未来社会的发展”。但是，某些概念是隐含的。工业民主将是“（建立在）旧的外壳中的新社会”。工会成员教育自己按照民主原则经营工业，没有现有的等级所有权与管理结构；生产和分配等问题将由工人自己管理。[47]
1927年，IWW呼吁在全国范围内进行为期三天的罢工——也就是一次示威性的总罢工，抗议对无政府主义者尼古拉·萨科和巴托洛梅奥·万泽蒂的处决。最引人注目的回应是在科罗拉多州的沃尔森堡煤矿区，那里的1132名矿工停工，只有35人上班，这样的参与率直接引发了1927年的科罗拉多州煤矿罢工。

2011年3月18日，世界产业工人官网（www.iww.org）支持了一次总罢工，作为抗议州长斯科特沃克在威斯康星州提出的劳工立法的后续行动；此前威斯康星州中南部劳工联合会（SCFL）通过了一项动议，批准了一次全州总罢工，作为对这些立法提案的回应。 SCFL的网站上称，
在SCFL的每月会议，星期一。 21，代表们赞同以下："SCFL赞同总罢工，可能一天Walker的迹象，他的'预算的修复法案的'。" 一个特设委员会的成立是为了探索细节。 SCFL没有呼吁总罢工，因为它没有这一权力。

## 正统工会的反应
1919年，整个北美地区发生了一系列总罢工，包括两次被认为意义深远的罢工：西雅图总罢工和温尼伯总罢工。尽管IWW参与了西雅图总罢工时，该行动实际上由西雅图中央工会召集，它隶属于美国劳工联合会（AFL，AFL-CIO的前身）。
1919年6月，AFL全国组织在新泽西州大西洋城举行的会议上通过决议，反对总罢工。这些诉讼的官方报告将该公约描述为该组织“最大的、也很有可能是通过的最重要的公约”（largest and in all probability the most important Convention ever held），在一定程度上通过粉碎“大联盟”的主张来“压倒性地击败所谓的激进分子”；同时也是为了通过“超过20比1的投票”来击败全国总罢工的提议。”AFL修改其宪法，禁止任何中央工会（即地区劳工委员会） ）“未经有关工会国家官员事先批准而进行罢工投票”。这一变化旨在“检查总罢工情绪的蔓延，并防止西雅图发生的事件再次发生，现在正在温尼伯进行。”任何未经授权的罢工投票的处罚都是撤销该机构的章程。

## 历史上的总罢工
曾经使发达工业国家经济陷入停滞的最大总罢工暨历史上第一个野猫罢工 ，是1968年法国的五月风暴。长时间的罢工持续两周，涉及1100万名工人。几乎使戴高乐政府垮台。
其他著名的总罢工，包括古罗马时期的：
- 494BC：第一次平民脱离（英语：First_secessio_plebis），促使创建平民保民官
- 449BC：第二次平民脱离，促使通过十二铜表法
- 287BC：第三次平民脱离，促使通过霍滕西亚法（英语：Lex_Hortensia）

“平民脱离”是当时的罗马平民使用的一种策略，即以迁出和离开完全腾出城市，使统治精英自生自灭，因此其比“总罢工”更为激进，但与之不同的是其并不涉及劳资问题。现代意义上的总罢工是在劳动力被视为商品的背景下才发生的工人因工资等问题而集体组织停止生产。
- 1877:  1877年铁路大罢工
- 1905:  俄国十月大罢工
- 1919:  温尼伯大罢工
- 1926:  1926年英国大罢工
- 1946:  皇家印度海军兵变
- 1968:  五月风暴
- 2020: 2019冠状病毒病疫情期间的大罢工